# Spotprognosticatie
Een spotprognosticatie was een humoristische voorspelling in almanakvorm van wat er het komende jaar te gebeuren stond. Dit genre parodieerde de populaire prognosticaties, met hun geleerde astrologische pretenties, door ook flauwekul te verkopen, maar dan van de soort die zo banaal was dat ze tenminste uitkwam. 
Het genre, met wortels in het omkeringsfeest van de vastenavondviering, deed rond 1480 zijn intrede in Europa. Het oudste bewaarde exemplaar uit de Nederlanden dateert van rond 1528. Hoewel veel spotpronosticaties verkocht moeten zijn, waren het geen bewaarobjecten en zijn er weinig tot ons gekomen. Trendzettend was La Pantangrueline prognostication van François Rabelais uit 1532. De meeste auteurs hanteerden schertsnamen. Uit Antwerpen zijn spotprognosticaties bewaard van Aelwarich (1527 of 1528), Sorgheloos (ca. 1540), Tugrobel (1543 of 1544), Ulenspieghel (1560), Knollebol (1560 of 1561), Lierippe (1561) en Hongherenbrocht (1562). Een voorbeeld van het profeteren van alledaagse algemeenheden die altijd uitkomen, is de voorspelling Van die regerende heeren des jaers door Ulenspieghel:
Venus en Mars sullen dit jaer meest regneren: 
Mars in 't oorloghen en Venus in 't boeleren 
Ende in de winter comender noch drie in 't lant:
Monsieur Blaeubeck, Druypnuese en Clippertant.
Die niet en wil betalen, schabbeken is goet pant  
Oorlog, vrijages, koude winters en slechte betalers waren zekerheden van het leven. Andere grappen waren vaak tijds- en plaatsgebonden, zodat ze nog moeilijk te begrijpen of te smaken zijn.
In de 17e en 18e eeuw bleven de spotprognosticaties bestaan, maar verloren ze geleidelijk hun parodiërende functie en transformeerde het genre tot moppen- en anekdotenbundels.